# Kaarta
Kaarta fou un estat bambara que va existir a la meitat occidental del modern Mali. La superfície de la regió és de 54.000 km² i limita al nord amb la regió de Hodh (Mauritània), a l'est el Bakhounou; al sud el Bélédougou i el Fouladougou; i a l'est amb el riu Senegal des de la branca occidental del Koulou a la confluència amb el Baoulé. La població està formada principalment per bambares i soninkes, però hi ha minories de khassonkés, peuls i maures.

## Història

### Regne bambara de Sounsana
Kaarta va pertànyer a l'estat de Wagadu (conegut com a Ghana) i després a l'imperi de Mali; quan aquest imperi va esclatar vers el 1400 va quedar repartit entre diversos regnes fins al començament del segle xvii quan el cap dels bambara Nyangolo (o Nya Ngolo) es va instal·lar a Sounsana prop de Mourdia i va establir un regne bambara a la riba esquerra del Níger.
El seu fill Sunsa, es va casar amb una keita i va regnar vers la meitat del segle deixant a la seva mort un fill de nom Massa del que deriven els bambara massassis. Fou un gran protector del cultius i va tenir diversos fills i filles de gran bellesa que van enllaçar amb caps locals i prínceps i amb aquestes aliances van engrandir els dominis bambares.
Benefali o Sekolo (rei 1710-1745) va engrandir especialment el territori del regne.

### Regne bambara de Segu o Ségou
El seu germà Foulekoro o Foro Kolo fou derrotat (vers 1754) per Biton Kouloubali (Bitòn Coulibaly dels francesos), un rei que governava Segu o Ségou, capital d'un altre estat bambara, i va unificar els dos regnes però una part dels bambares establerts a l'est van fundar un nou regne amb capital a Nioro.

### Regne Bambara de Nioro, després Guémou
Aquest regne bambara de Nioro o de Kaarta va tenir diversos sobirans: Sey Bamana, Deniba Bo (que foren poc més que caps tribals), i Sira Bo (1761-1788), que va establir la capital a Guémou i va estendre el seu domini.
Desse Kouloubali (1788-1799) que va aprofitar la lluita successòria al regne bambara de Segu a la mort del rei Ngolo Diara, i va donar suport a un fill, Namiankoro, esperant dominar el regne, però aquest fou derrotat per un altre pretendent, Da Manson (Monson Diarra), que llavors va envair Kaarta i va conquerir i destruir Guémou el 1796 i la capital va passar a Yélimane. El 1795 el país fou visitat pels anglesos Houghton i Mungo Park.

### Regne bambara de Yélimane, després Nioro
Mousa Kourabo, germà de Desse, el va succeir (1799-1808) i va lluitar contra Abd al-Kadir, almamy de Futa Toro; va conquerir el regne de Khasso el 1803. Ntin Koro (1808-1811), Sakhaba (1811-1815) i Bodian Moriba (1815-1832) foren els següents reis i durant el govern del segon, Kaarta fou explorat per Duranton el [1828]; Moriba va lluitar contra els khassonkés, assolant Galam, Bambouk i Saloum, i contra els diawara.
Van seguir Garan (1832-1843) i Mamady Kandian (1843-1854); durant el govern del segon l'explorador Rafenel va recórrer el país (1846); Kandian va abandonar Yélimane i es va establir a Kadié, i després a Nioro el 1847; va aconseguir rebutjar als diawara cap al desert però va ser atacat pels bambares de Segu (sota Massa Demba que va regnar del 1851 al 1854) i finalment fou derrotat el 1854 pels toucouleurs d'al-Hadjdj Umar que van ocupar Nioro i tot el país de Kaarta. Mamady Kandian i la seva família, capturats a Nioro, foren executats i es va instal·lar un virrei al país.
El 1863 van visitar Kaarta els exploradors francesos Mage i Quintin; el 1874 era virrei un germà d'Ahmadu Lobbo, de nom Moutaga. El 1878 el governador francès del Senegal, Louis Alexandre Esprit Gaston Brière de l'Isle (1827-1896, governador 1876-1880) va enviar un contingent contra Kaarta, el vassall de l'Hadjdj Umar al nord del riu; el ministre de colònies de París no volia autoritzar la missió, però Brière de l'Isle va argumentar que Kaarta representava un perill pel regne de Futa Toro, que estava sota protectorat francès, i aquesta amenaça podia portar als britànics a agafar influència a la zona; finalment el ministre va autoritzar l'expedició i el 7 de juliol de 1878 les forces franceses van assetjar al virrei almany Niamody (Moutaga) que va fer saltar la fortalesa de Sabouciré, morint en l'explosió. Part de Kaarta fou incorporada al protectorat francès de Khasso-Wolof. La conquesta de la resta de Kaarta es va produir en els següents anys; Nioro fou ocupada el 1890 per coronel Louis Archinard. El país amb el que fins llavors era el territori de l'Alt Senegal, va formar (18 d'agost de 1890) una nova subentidad amb el nom de Territori del Sudan, dependent del Senegal i el 27 d'agost de 1892 es va formar la colònia del Sudan Francès dins del qual Kaarta va quedar dividit en els cercles de Nioro, Kita i Kayes.

### Regne bambara massassi de Bangassi
Per la seva els bambares massassis van intentar resistir al sud de Kaarta, a Bangassi (Fouladougou) dirigits per Diringa Mori, que va morir el 1870 i el va succeir Bousseï sota el qual els massassis es van dividir en dues faccions, una que es va establir a Guémou-Koura (Kaarta-Biné) i una altra a Diani (Gadiaga) i no van retornar a Kaarta fins al 1891 sota autoritat dels francesos, que acabaven de conquerir Nioro i la resta del país, però sense cap autoritat efectiva pels reis.

### Domini francès
El 16 de juny de 1895 la colònia del Sudan Francès va integrar l'Àfrica Occidental Francesa com a subdivisió i el 17 d'octubre de 1899 la subdivisió es va transformar en el territori de l'Alt Senegal i Níger; el 10 d'octubre de 1902 va tornar a formar colònia separada amb el nom de Senegàmbia i Níger (dependent de Senegal) que fou reorganitzada el 18 d'octubre de 1904, produint-se aleshores l'annexió oficial de Kaarta.
El 4 de desembre de 1920 es va tornar al nom de Sudan Francès que va conservar fins a 1959 quan va formar la Federació de Mali amb Senegal; el 1960 la federació va esdevenir independent de França i al cap de dos mesos Senegal es va retirar; l'altra entitat de la federació, va agafar llavors el nom de República de Mali.

## Llista de reis
- Nya Ngolo (Niangolo) vers 1610-1640
- Sounsana (Sunsa) vers 1640-1670
- Massa vers 1670-1690
- Sekolo "Bemfa" 1690-1710
- Benefali (Sebe o Seba Mana) 1710-1745
- Foulekoro o Foro Kolo 1745-1754
- Sey Bamana 1754-?
- Deniba Bo ?-1761
- Sira Bo 1761-1788
- Desse-Koro (Dessé Kouloubali) 1788-1799
- Musa Kura Bo "Fulafo" (Moussa Kourabo) 1799-1808
- N'tin Koro 1808-1811
- Sara-Ba (Sakhaba) 1811-1815
- Bodyan Mori Ba (Bodian Moriba) 1815-1832
- Nyatalen Gran (Garan) 1832-1843
- Mamarikan-Dyan (Mamadi Kandian) 1843-1854
- A l'imperi Toucouleur 1854-1878
  - Virrei Niamody (Moutaga) ?-1878

### Reis bambara massassis de Bangassi (a Nioro des de 1891)
- Diringa Mori 1854-1870
- Bussei 1870-?
- Dama
- Allahi
- Moriba
- Gossi ?-1904